# Флаг Югославии

Национальный флаг всех славян, утверждённый на панславянском съезде в Праге в 1848

Флаг Югославии (Королевство сербов, хорватов и словенцев; Королевство Югославия; Федеративная Народная Республика Югославия; Социалистическая Федеративная Республика Югославия; Союзная Республика Югославия; Государственный Союз Сербии и Черногории), с его различными версиями, отражал изменчивую историю этого балканского государства с момента его основания в 1918 году и до момента полного распада в 2006.
В основе всех югославских флагов лежал сине-бело-красный национальный флаг всех славян, утверждённый на панславянском съезде в Праге в 1848 году.

## Флаг Королевства Югославия

Флаг Королевства Югославия

Официально государственным сине-бело-красный флаг в Королевстве Сербов, Хорватов и Словенцев был утверждён лишь в 1922 году. Но на тот момент он уже активно использовался. Так, конституция 1921 года установила сине-бело-красный триколор торговым флагом кораблей королевского флота.
Вид и применение различных государственных флагов регулировали законы от 1922 и 1937 годов.
Оттенки национального флага были темней, чем те, что были представлены в 1848 году в Праге.
Флаг использовался вплоть до оккупации Югославии странами «Оси» в 1941 году. Затем флаг использовался до 1945 года официально признанным правительством в изгнании.

### Другие флаги

Флаг Королевских ВМС
Королевский штандарт

## Флаги Югославии в годы ВМВ

### Основные флаги
Изображение красной звезды на югославском флаге встречается с 1942 года: это знамя стало символом движения коммунистических партизан-антифашистов. Первоначально звезда находилась только в пределах белой полосы — подобный флаг был некоторое время флагом Демократической Федеративной Югославии.

Флаг югославских партизан и Демократической Федеративной Югославии (1942—1945), соотношение сторон 1:2
Гражданский флаг Демократической Федеративной Югославии (1945—1946), 1:2

### Флаги национальных меньшинств
При шести основных нациях — сербах, хорватах, словенцах, боснийцах, черногорцах и македонцах — существовали и флаги национальных меньшинств Югославии. Они представляли собой флаги исторических родин каждого меньшинства с красной звездой. Подобные знамёна использовались в Народно-освободительной армии Югославии как знамёна национальных подразделений, состоявших только из чехов, венгров, албанцев и т. д.
| Албанцы           | Болгары | Венгры            |
| Итальянцы         | Немцы   | Русские и словаки |
| Русины и украинцы | Турки   | Чехи              |
| Румыны            | Поляки  | Цыгане            |

## Флаг Социалистической Федеративной Республики Югославия

Флаг Социалистической Федеративной Республики Югославия

После Второй мировой войны, флаг социалистической Югославии перенял основные начала королевского знамени. Флаг Социалистической Федеративной Республики Югославия представлял собой удлинённую версию флага Королевства Югославия, в центре полотнища находилась пятиконечная звезда. Первые варианты флага появились ещё во время Второй мировой войны, а конечный вариант, с увеличенной звездой в золотой окантовке, был принят в 1946 году. Подобная красная звезда также присутствовала на флагах югославских республик.

### Флаги республик

Флаг Социалистической Республики Босния и Герцеговина
Флаг Социалистической Республики Македонии
Флаг Социалистической Республики Сербии
Флаг Социалистической Республики Словении
Флаг Социалистической Республики Хорватии
Флаг Социалистической Республики Черногории

Гражданский флаг СФРЮ

Укороченная (пропорции 2:3) версия флага являлась гражданским знаменем, в то время как удлинённая (пропорции 1:2) версия обычно поднималась над официальными югославскими учреждениями. Флаг обычно вывешивался на официальных зданиях вместе с флагами отдельных югославских республик и флагом Союза коммунистов Югославии. Из-за этого, много зданий в бывшей Югославии имеют по три держателя для флагов.

### Другие флаги

Флаг Союза коммунистов Югославии
Флаг ВМС
Гюйс
Штандарт президента

## Флаг Сербии и Черногории

Флаг Союзной Республики Югославия (1992—2003), флаг Союза Сербии и Черногории (2003—2006)

В 1991-1992 годах СФРЮ распалась. Была образована Союзная Республика Югославия. Флаг СРЮ был принят 27 апреля 1992 года. За исключением красной звезды, он полностью повторял флаг социалистической Югославии. В этом же виде, в 2003 году он был перенят Союзом Сербии и Черногории, и оставался в использовании до ликвидации государства в 2006.

### Другие флаги

Флаг ВМС
Гюйс
Штандарт президента

## Флаги ВМС Югославии

Один из вариантов флага ВМС югославских партизан (1942)
Один из вариантов флага ВМС югославских партизан (1942)
Один из вариантов флага ВМС югославских партизан (1942)
Флаг ВМС Югославии
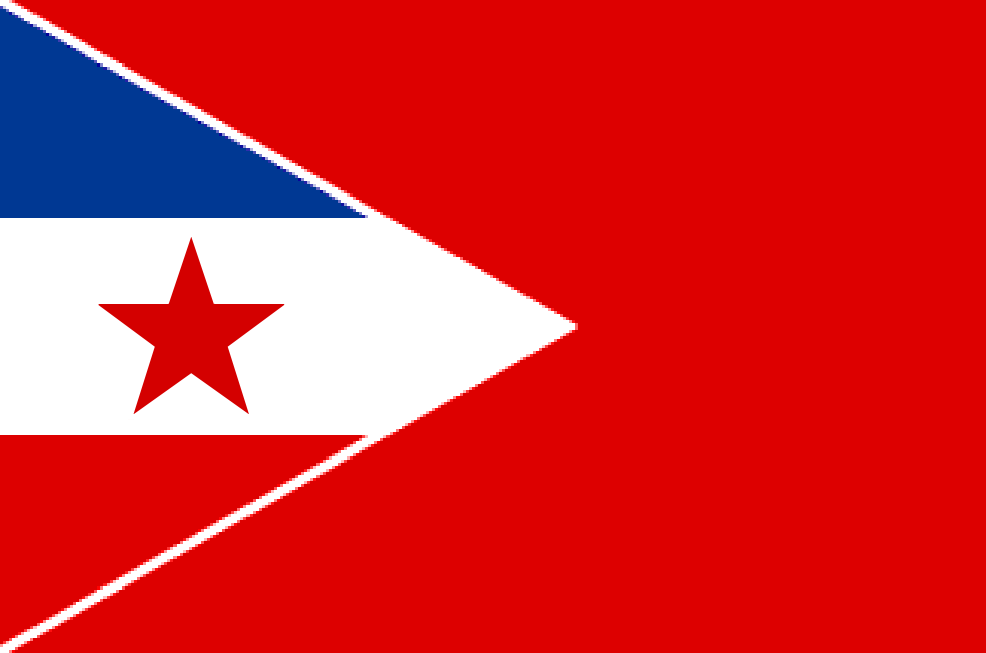
Флаг пограничной службы ВМС Югославии
Гюйс ВМС СФРЮ (1956—1963)
Гюйс ВМС СФРЮ (1963—1991)